# Fargesia wuliangshanensis
Fargesia wuliangshanensis är en gräsart som beskrevs av Tong Pei Yi. Fargesia wuliangshanensis ingår i släktet bergbambusläktet, och familjen gräs. Inga underarter finns listade i Catalogue of Life.